# Xã Colorado, Quận Lincoln, Kansas
Xã Colorado (tiếng Anh: Colorado Township) là một xã thuộc quận Lincoln, tiểu bang Kansas, Hoa Kỳ. Năm 2010, dân số của xã này là 289 người.